# Ctenochira ruficoxalis
Ctenochira ruficoxalis là một loài tò vò trong họ Ichneumonidae.